# Fernmeldeturm Barsinghausen
Der Fernmeldeturm Barsinghausen (intern: Funkübertragungsstelle Barsinghausen 2) ist ein 150 Meter hoher Fernmeldeturm der Deutschen Funkturm. Er befindet sich auf dem 361 Meter hohen Großen Hals innerhalb des Deister und wurde 1969 in Betrieb genommen. Bei ihm handelt es sich baulich um einen Typenturm des Typs FMT 2.
Von hier werden neben dem nichtöffentlichen Richtfunk auch Hörfunkprogramme ausgestrahlt.

## Frequenzen und Programme

### Frequenzen und Programme
Radio
| Frequenz (MHz) | Programm              | RDS-PS              | RDS-PI- Code          | Regionali- sierung       | ERP (kW) | Antennendiagramm rund (ND) / gerichtet (D) | Polarisation horizontal (H)/ vertikal (V) |
| -------------- | --------------------- | ------------------- | --------------------- | ------------------------ | -------- | ------------------------------------------ | ----------------------------------------- |
| 101,9          | radio ffn             | __ffn___ / ffn_H___ | D388, D488 (regional) | Hannover                 | 25       | ND                                         | H                                         |
| 103,8          | Antenne Niedersachsen | Antenne_ / Ant._H__ | D389, D489 (regional) | Niedersachsen / Hannover | 25       | ND                                         | H                                         |

### Analoges Fernsehen
Bis zur Umstellung auf DVB-T wurden folgende Programme in analogem PAL gesendet:
| Kanal | Frequenz (MHz) | Programm                      | ERP (kW) | Antennendiagramm rund (ND) / gerichtet (D) | Polarisation horizontal (H)/ vertikal (V) |
| ----- | -------------- | ----------------------------- | -------- | ------------------------------------------ | ----------------------------------------- |
| 29    | 535,25         | ZDF                           | 1        | D                                          | H                                         |
| 31    | 551,25         | NDR Fernsehen (Niedersachsen) | 1        | D                                          | H                                         |